# 鲁道夫·巴兰古
鲁道夫·巴兰古（法語：Rodolphe Barrangou），法国生物化学家，以对CRISPR-cas系统的研究知名。其团队自2005年起研究了CRISPR-Cas在原核生物免疫中的应用作用，发现内切酶Cas9能够切割质粒及噬菌体DNA，证明CRISPR可以重新编码和异源转移。他还致力于将相关成果运用于食品工业。
巴兰古1996年获巴黎第五大学生物学学士学位，2000年获贡比涅技术大学生物工程硕士和北卡罗来纳州立大学生物工程硕士学位，2004年获北卡遗传学博士学位，2011年获威斯康星大学麦迪逊分校MBA学位。2005年起任杜邦公司培养部研究员。2013年起任北卡罗莱纳州立大学助理教授。2016年被选为北卡州Todd R. Klaenhammer杰出学者。同年获沃伦·阿尔珀特基金会奖、盖尔德纳国际奖。